# RFU Championship 1995-96
La RFU Championship 1995-96 fue la novena edición del torneo de segunda división de rugby de Inglaterra.

## Sistema de disputa
Los equipos se enfrentaran todos contra todos en condición de local y de visitante, totalizando 18 partidos en la fase regular.

## Clasificación
| Pos. | Equipo             | Encuentros | Encuentros | Encuentros | Encuentros | Tantos | Tantos | Tantos | Puntos |
| Pos. | Equipo             | PJ         | PG         | PE         | PP         | F      | C      | Dif    | Puntos |
| ---- | ------------------ | ---------- | ---------- | ---------- | ---------- | ------ | ------ | ------ | ------ |
| 1    | Northampton        | 18         | 18         | 0          | 0          | 867    | 203    | 664    | 36     |
| 2    | London Irish       | 18         | 15         | 0          | 3          | 584    | 405    | 179    | 30     |
| 3    | London Scottish    | 18         | 10         | 2          | 6          | 361    | 389    | –28    | 22     |
| 4    | Wakefield RFC      | 18         | 8          | 0          | 10         | 328    | 331    | –3     | 16     |
| 5    | Waterloo RFC       | 18         | 7          | 2          | 9          | 309    | 483    | –174   | 16     |
| 6    | Moseley RFC        | 18         | 7          | 0          | 11         | 327    | 447    | –120   | 14     |
| 7    | Blackheath FC      | 18         | 6          | 1          | 11         | 341    | 469    | –128   | 13     |
| 8    | Newcastle Gosforth | 18         | 5          | 1          | 12         | 348    | 405    | –57    | 11     |
| 9    | Nottingham RFC     | 18         | 5          | 1          | 12         | 333    | 433    | –100   | 11     |
| 10   | Bedford Blues      | 18         | 5          | 1          | 12         | 287    | 520    | –233   | 11     |

|  | Campeón.                            |
|  | Descendidos a la National League 1. |

| Bandera de Inglaterra      |
| Campeón Northampton Saints |
| Segundo título             |